# Onel Hernández
Onel Lázaro Hernández Mayea (Morón, 1 februari 1993) is een Cubaans-Duits voetballer die bij voorkeur als aanvaller of middenvelder speelt.
Hernández begon bij Arminia Bielefeld waarmee hij in de 2. Bundesliga en 3. Liga speelde. Via de tweede teams van Werder Bremen en VfL Wolfsburg in de Regionalliga Nord, kwam hij in 2016 bij Eintracht Braunschweig waarmee hij wederom in de 2. Bundesliga speelde. In januari 2018 werd Hernández door Norwich City aangetrokken. Met zijn club won hij in het seizoen 2018/19 de Championship. In het seizoen 2019/20 kwam hij met Norwich City uit in de Premier League maar degradeerde met de club.
Hij speelde eenmaal voor Duitsland onder 18. Eind 2018 werd Hernández benaderd voor het Cubaans voetbalelftal maar dat vond geen doorgang omdat hij daarvoor van de Cubaanse voetbalbond in de lokale competitie moest uitkomen.